# Khalen Young
Khalen Young (ur. 20 listopada 1984 w Perth) – australijski kolarz BMX, srebrny medalista mistrzostw świata.

## Kariera
Największy sukces w karierze Khalen Young osiągnął w 2007 roku, kiedy zdobył srebrny medal w konkurencji elite podczas mistrzostw świata w Victorii. W zawodach tych wyprzedził go jedynie Kyle Bennett z USA, a trzecie miejsce zajął inny Amerykanin - Randy Stumpfhauser. Był to jedyny medal wywalczony przez Younga na międzynarodowej imprezie tej rangi. Do finału mistrzostw świata awansował jeszcze dwukrotnie: na mistrzostwach w Adelaide w 2009 roku i rozgrywanych rok później mistrzostwach w Pietermaritzburgu zajmował ósmą pozycję w tej samej konkurencji. W 2012 roku wziął udział w igrzyskach olimpijskich w Londynie, zajmując piętnaste miejsce.